# Mikołaj Bołtuć
Mikołaj Bołtuć (né le 20 décembre 1893  à Saint-Pétersbourg - mort le 22 septembre 1939 près de Łomianki) est un général de brigade polonais.

## Biographie

### Jeunesse
Il est le fis d'Ignacy, un général de l'Armée impériale russe du clan Dołęga et d'Anna Łabuńska. Il fréquente un lycée de Saint-Pétersbourg. En 1911 il termine le corps de cadets d'Omsk, deux ans plus tard il sort de l'école d'infanterie de Saint-Pétersbourg.

### Première Guerre mondiale
Pendant la Grande guerre il commande un bataillon d'infanterie sur le front allemand, puis il est transféré en Finlande où il est blessé par les gaz de combat. En décembre 1917 il incorpore le 3e Corps polonais, après sa dissolution en août 1918 il rejoint la 4e Division de fusiliers polonais du général Lucjan Żeligowski. Il sert dans cette unité jusqu'en juin 1919.

### Au service de la Pologne
Après le recouvrement de l'indépendance de la Pologne il intègre l'Armée polonaise. Il prend le commandement d'une compagnie, puis d'un bataillon du 31e régiment des fusiliers avec lequel il participe à la guerre soviéto-polonaise. En juillet 1920 il prend la tête de son régiment et commande la défense de Zamość contre l'armée du maréchal Boudienny. Ensuite, il reprend Wyszków des mains des bolchéviks.
Entre le 1er novembre 1921 et octobre 1922, il suit le cours à l'École supérieure de guerre à Varsovie. Ensuite il occupe diverses fonctions à l'état-major général avant de compléter ses études à Paris. Le 31 mars 1924 il est promu lieutenant-colonel. Dès 1926 il exerce la fonction d'officier chargé des tâches spéciales à l'inspectorat général des forces armées. En juin 1927 il est transféré au Korpus Ochrony Pogranicza (Corps de Protection des Frontières) et prend le commandement de la 6e demi-brigade de protection des frontières. Le 1er janvier 1928 il est promu au grade de colonel. En été 1929 il est nommé commandant de la brigade de protection des frontières Grodno. En juin 1930 il est affecté à la 19e division d'infanterie. À partir du mois d'octobre il exerce la fonction du commandant de la division. En 1936 il se voit confier le commandement de la 4e division d'infanterie.
Partisan de l'apolitisme de l'armée et de diminution de frais de représentation, il garde une attitude antireligieuse. Pour ces raisons, sa carrière ralentit et ce n'est que le 19 mars 1938 qu'il est élevé au rang de général de brigade.
En août 1939 il prend le commandement du groupe opérationnel Est faisant partie de l'Armia Pomorze. La tâche de ce groupe est de protéger Gdańsk contre les attaques allemandes. Lorsque la guerre éclate, il entre en territoire de province de Prusse-Orientale et repousse des attaques de forces supérieures de l'ennemi. Pour éviter l'encerclement, il se dirige vers le sud-est. Le 11 septembre 1939 il arrive à la zone de la bataille de la Bzura et prend part à l'attaque de l'aile gauche des forces polonaises. Il reprend Łowicz avec la 16e division d'infanterie. Le 14 septembre, à la suite de rapports signalant des unités blindés allemandes, il ordonne de se retirer à la rive nord de la Bzura. Lorsque la forteresse de Modlin, déjà remplie de réfugiés, n'a pas pu accepter ses soldats, sauf les officiers, il marche à la rescousse de Varsovie, à la tête d'un groupe improvisé de cinq mille hommes environ. Le 22 septembre, lors d'une tentative de percer vers Varsovie, un combat sanglant s'engage. Une fois les munitions épuisées, le général Bołtuć dirige personnellement une attaque à la baïonnette pendant laquelle il tombe sous le feu des tireurs embusqués.
Il a été enterré au cimetière de Powązki à Varsovie.

## Promotions militaires
| capitaine          | 1917             |
| commandant         | 3 mai 1922       |
| lieutenant-colonel | 31 mars 1924     |
| colonel            | 1er janvier 1928 |
| général de brigade | 19 mars 1938     |

## Décorations
- Croix d'or de l'Ordre militaire de Virtuti Militari (à titre posthume)
- Croix d'argent de l'Ordre militaire de Virtuti Militari (1921)
- Croix de Commandeur de l'Ordre Polonia Restituta
- Croix d'Officier de l'Ordre Polonia Restituta (1929)[5]
- Croix de la Valeur (Krzyż Walecznych) - 3 fois
- Croix d'or mérite (Złoty Krzyż Zasługi) (1937)[6]
- Médaille d'argent de service de longue durée (Medal Srebrny za Długoletnią Służbę)
- Médaille de bronze de service de longue durée (Medal Brązowy za Długoletnią Służbę)
- Médaille commémorative de la guerre 1918-1921
- Médaille du 10e anniversaire de l'indépendance
- Médaille interalliée 1914-1918
- Croix de Commandeur de l'Ordre de la Couronne (Roumanie)

## Postérité
En hommage au général Mikołaj Bołtuć son nom est donné aux rues dans les villes suivantes :
Varsovie, Wrocław, Zamość, Grudziądz, Jabłonowo Pomorskie, Grodzisk Mazowiecki, Bydgoszcz et Łowicz.